# 目覚めた時には晴れていた
『目覚めた時には晴れていた』（めざめたときにははれていた）は、ビリー・バンバンの楽曲。1974年3月1日に芸音レコードから発売された。

## 背景
この曲は元々、1971年放送の土曜グランド劇場『2丁目3番地』の主題歌として、フォークグループである赤い鳥が歌いON AIRされ、ビリー・バンバン、朝倉理恵が競作として発表した。
市販は、ビリー・バンバンが1974年3月1日にシングルとしてリリースしたのが最初であり、同年6月21日に発売された朝倉のアルバム『誰のために愛するか』に収録された。その後、この曲を気に入っていた『2丁目3番地』の演出家が、あの曲を主題歌として再び使おう、と伝書鳩を起用し『二丁目の未亡人は、やせダンプといわれる凄い子連れママ』の主題歌として使用された。
赤い鳥バージョンは、長らくマスターテープの所在が不明になっていたが、その後発見され、2018年発売の『坂田晃一／テレビドラマ・テーマトラックス2』に収録された。

## 収録曲
| #         | タイトル                     | 作詞      | 作曲      | 編曲      | 時間 |
| --------- | ---------------------------- | --------- | --------- | --------- | ---- |
| 1.        | 「目覚めた時には晴れていた」 | 阿久悠    | 坂田晃一  | 坂田晃一  | 3:11 |
| 2.        | 「朝から雨の日曜日には」     | 八坂裕子  | 菅原進    | 柳田ヒロ  | 3:04 |
| 合計時間: | 合計時間:                    | 合計時間: | 合計時間: | 合計時間: | 6:15 |

## 伝書鳩によるカバー

### 収録曲
| 全作曲: 坂田晃一。 |                              |              |            |            |      |
| #                  | タイトル                     | 作詞         | 作曲・編曲 | 編曲       | 時間 |
| 1.                 | 「目覚めた時には晴れていた」 | 阿久悠       | 坂田晃一   | 坂田晃一   | 3:26 |
| 2.                 | 「一人より二人のほうが」     | 荒木とよひさ | 坂田晃一   | 羽田健太郎 | 3:38 |
| 合計時間:          | 合計時間:                    | 合計時間:    | 合計時間:  | 7:04       |      |